# 이륭양행
이륭양행(怡隆洋行)은 아일랜드계 영국인 조지 루이스 쇼가 1919년 5월 중국 단둥에 설립한 무역선박회사로 비밀리에 대한민국 임시정부 교통국의 역할을 수행하였다. 쇼는 영국의 식민 통치를 받는 아일랜드의 처지를 고려해 독립운동을 적극 지원하였다.